# معركة سرهند (1555)
دارت معركة سرهند بين سلطنة مغول الهند وإمبراطورية صوري في عام 1555.

## معركة
بعد وفاة إسلام شاه سوري، اندلعت الإمبراطورية الصورية في حرب أهلية حيث تقاتل العديد من المتنافسين على العرش من أجل السيادة. كان إسكندر شاه الصوري مشغولاً بنضاله ضد إبراهيم شاه الصوري عندما حشد همايون جيشا من كابل. استولى على قلعة روهتاس ولاهور في فبراير 1555. استولت مفرزة أخرى من قواته على ديبالبور وجورداسبور وجالاندهار. تقدم قسمهم نحو سرهند . أرسل إسكندر قوة قوامها 30000 لاعتراضهم لكنهم هزموا من قبل جيش مغول الهند في معركة ماتشيوارا واحتلت سرهيند من قبل مغول الهند.
قاد إسكندر جيشًا قوامه 90 ألفًا والتقى بمغول الهند في سرهند. في 22 يونيو 1555 التقيا في معركة. نفذ همايون وبيرم خان غارة جريئة في عاصفة ممطرة مثلما فعل شير شاه صوري في معركة جوسا لهزيمة همايون. هزم جيش مغول الهند إسكندر واضطر إلى التراجع إلى تلال سيفاليك في شمال شرق البنجاب. سار مغول الهند المنتصرون إلى دلهي، واحتلوها وأعادوا تأسيس إمبراطوريتهم في الهند.

## أنظر أيضا
- معركة جوسا (1539)
- معركة ماتشيوارا